# 小行星77185
小行星77185（77185 Cherryh）是一颗绕太阳运转的小行星，为主小行星带小行星。该小行星于2001年3月20日发现。
該小行星以美國小說家C·J·徹里命名。

## 轨道参数
小行星77185的轨道半长轴为2.5984211 UA，离心率为0.172。